# Estancia jesuítica de San Miguel del Carcarañal
En 1719 la Compañía de Jesús fundó una estancia, denominada de San Miguel del Carcarañal, cuyo casco se levantaba a la margen derecha del río Carcarañá en jurisdicción de la actual localidad de Aldao (Departamento San Lorenzo) y enfrente a Andino. Era un establecimiento ganadero dependiente del colegio La Inmaculada de Santa Fe, destinado a producir bienes para el sostenimiento del colegio del que dependía.
Uno de los puestos de la estancia se denominaba de San Lorenzo y estaba emplazado en las cercanías de la desembocadura del Arroyo San Lorenzo. Unos pocos ranchos constituían la población integrada por la familia del puestero y la de otros peones y reseros.
El 30 de octubre de 1768 la orden jesuítica es expulsada de España y de sus colonias de América en cumplimiento de la real orden de Extrañamiento dictada por el rey Carlos III. Debido a la expulsión de los jesuitas se interrumpe la tarea evangelizadora.
La Estancia San Miguel pasa a jurisdicción de la Junta de temporalidades de Santa Fe, y en 1774 las tierras son subastadas públicamente. El regidor de Santa Fe, don Francisco de Aldao, fue uno de los adquirentes, repartiendo las tierras entre sus hijos. Félix Aldao, hijo del regidor, recibe una legua cuadrada, donde se levanta la ciudad de San Lorenzo.
El 1 de enero de 1780 la Capilla San Miguel pasó a manos de un pequeño grupo de franciscanos. Traían el propósito de convertir el lugar en centro de operaciones para su apostolado entre fieles e infieles, comienza a llamarse el lugar Colegio San Carlos. En 1790 buscan un lugar más apto para vivir y mejor comunicado y Don Félix Aldao dona una extensión de terreno a los franciscanos. A partir de ese momento comienza la construcción y el 6 de mayo de 1796 es trasladada la comunidad franciscana al nuevo edificio.